# Esaias Hickmann
Esaias (auch Esajas) Hickmann (* 11. Dezember 1638 in Dippoldiswalde; † 29. September 1691 in Weida) war ein deutscher Jurist und Komponist.

## Leben
Esaias Hickmann jun. war der Sohn des Dippoldiswalder Diakons Esaias Hickmann sen. (1608–1672) und der Maria von Pufendorf (1609–1677) aus Flöha.
Er wurde am 22. Juli 1657 an der Universität Jena immatrikuliert. 
Seine kompositorischen Werke sind durch die sogenannte Sammlung von Samuel Jacobi überliefert. Er wirkte später als Amtsadvokat und Rechtskonsulent in Neustadt/Orla und in Weida und war er ein Schüler von Sebastian Knüpfer.
In Weida nahm er auch "Angelegenheiten des (1651 gegründeten) Collegium Musicum" war.
Er hatte regen Briefwechsel mit seinem Verwandten Samuel von Pufendorf. 
Sein Sohn, der ebenfalls Esaias Hickmann hieß, wurde 1670 in Neustadt/Orla geboren und starb 1723 in Naumburg.

## Werke
- „O tempus amatum“ (Weihnachtskantate)
- „Wie lieblich sind deine Wohnungen“ (Konzert für 5 Stimmen und Instrumente)

## Einspielungen
- Machet die Tore weit, Advent und Weihnachten im alten Halle und Leipzig (Motetten und Kantaten von Esaias Hickmann, Sebastian Knüpfer, Johann Kuhnau, Friedrich Wilhelm Zachow), Instrumentalensemble der Archiv Produktion Gottfried Wolters Int., 1990.
- Musik am Hofe derer von Bünau I. Ludger Remy und Ensemble "Alte Musik Dresden"; Raumklang (Harmonia Mundi) Goseck, 1995.
- Musik am Hofe derer von Bünau II. Norbert Schuster und Ensemble "Alte Musik Dresden"; Raumklang (Harmonia Mundi) Goseck, 2006.